# David Koepp
David Koepp (Pewaukee, Wisconsin, 1963. június 9. –) amerikai forgatókönyvíró és filmrendező.

## Fiatalkora
Koepp a wisconsini Pewaukee-ben született, terapeuta anyától és egy hirdetőfelületekkel foglalkozó céget birtokló apától. Két fivére van, Stephen és Jeff, és egy lánytestvére, Cathy Maki. A Winsconsin állambeli walesi Kettle Moraine High School tanulójaként esténként és hétvégeken a delafieldi McDonald’s étteremben dolgozott. Filmes végzettséget az UCLA-n szerzett.

## Pályafutása
Koepp első munkája forgatókönyvíróként az 1989-es A nulladik lakosztály című thriller volt, melyet egyúttal producerként is jegyzett. Egy pár kisebb-nagyobb munka után rábízták a Jurassic Park forgatókönyvének átírását, amit előtte Michael Crichton vetett papírra. A hatalmas sikerű film óta Koepp több ízben is együtt dolgozott Steven Spielberg rendezővel: közös projektjük Az elveszett világ, a Világok harca és legutóbb az Indiana Jones és a kristálykoponya királysága. Az elveszett világban Koepp egy statisztaszerepben is feltűnik, továbbá ő töltötte be a másodstáb rendezőjének pozícióját. Koepp írta Impossible első filmadaptációját, a 2002-es Pókember szkriptjét, s Akiva Goldsmannal közösen jegyzi az Angyalok és démonok filmváltozatát.
Koepp rendezőként is kipróbálta magát. Egy rövidfilmet követően, 1996-ban elkészült első játékfilmje, az Elektrosokk, amit a Hetedik érzék, a Stephen King novellájából készült A titkos ablak és a fantasy-komédia Kísértetváros követett. Koepp executive producere volt a két évad erejéig futott Hack – Mindörökké zsaru című televíziós sorozatnak.

## Magánélete
Felesége Melissa Thomas, korábban Rosario Varela házastársa volt. Három gyermeke született: Benjamin David (1994), Nick és Henry.

## Filmográfia

### Film
| Év   | Magyar cím                                    | Eredeti cím                                        | Feladatkör | Feladatkör | Feladatkör | Megjegyzések                                                      |
| Év   | Magyar cím                                    | Eredeti cím                                        | Rendező    | Író        | Producer   | Megjegyzések                                                      |
| ---- | --------------------------------------------- | -------------------------------------------------- | ---------- | ---------- | ---------- | ----------------------------------------------------------------- |
| 1988 | A nulladik lakosztály                         | Apartment Zero                                     | Nem        | Igen       | Igen       | társíró: Martin Donovan                                           |
| 1990 | Halálos barátság                              | Bad Influence                                      | Nem        | Igen       | Nem        |                                                                   |
| 1990 | Bizánci tűz                                   | Why Me?                                            | Nem        | Igen       | Nem        | Leonard Maas Jr. néven társíró: Donald E. Westlake                |
| 1990 | Sötét angyal                                  | I Come in Peace                                    | Nem        | Igen       | Nem        | Leonard Maas Jr. néven társíró: Jonathan Tydor                    |
| 1991 | A terror iskolája                             | Toy Soldiers                                       | Nem        | Igen       | Nem        | társíró: Daniel Petrie Jr.                                        |
| 1992 | Jól áll neki a halál                          | Death Becomes Her                                  | Nem        | Igen       | Nem        | társíró: Martin Donovan                                           |
| 1993 | Jurassic Park                                 | Jurassic Park                                      | Nem        | Igen       | Nem        | társíró: Michael Crichton                                         |
| 1993 | Carlito útja                                  | Carlito's Way                                      | Nem        | Igen       | Nem        |                                                                   |
| 1994 | Lapzárta                                      | The Paper                                          | Nem        | Igen       | Koproducer | társíró: Stephen Koepp                                            |
| 1994 | Az Árnyék                                     | The Shadow                                         | Nem        | Igen       | Nem        |                                                                   |
| 1994 |                                               | Suspicious                                         | Igen       | Igen       | Nem        | rövidfilm                                                         |
| 1996 | Mission: Impossible                           | Mission: Impossible                                | Nem        | Igen       | Nem        | társíró: Robert Towne és Steven Zaillian                          |
| 1996 | Elektrosokk                                   | The Trigger Effect                                 | Igen       | Igen       | Nem        |                                                                   |
| 1997 | Az elveszett világ: Jurassic Park             | The Lost World: Jurassic Park                      | Nem        | Igen       | Nem        | second unit rendező és cameo                                      |
| 1998 | Az utolsó dobás                               | Snake Eyes                                         | Nem        | Igen       | Nem        | társíró: Brian De Palma                                           |
| 1999 | Hetedik érzék                                 | Stir of Echoes                                     | Igen       | Igen       | Nem        |                                                                   |
| 2002 | Pánikszoba                                    | Panic Room                                         | Nem        | Igen       | Igen       |                                                                   |
| 2002 | Pókember                                      | Spider-Man                                         | Nem        | Igen       | Nem        |                                                                   |
| 2004 | A titkos ablak                                | Secret Window                                      | Igen       | Igen       | Nem        |                                                                   |
| 2005 | Világok harca                                 | War of the Worlds                                  | Nem        | Igen       | Nem        | társíró: Josh Friedman                                            |
| 2005 | Zathura – Az űrfogócska                       | Zathura: A Space Adventure                         | Nem        | Igen       | Nem        | társíró: John Kamps                                               |
| 2008 | Indiana Jones és a kristálykoponya királysága | Indiana Jones and the Kingdom of the Crystal Skull | Nem        | Igen       | Nem        | társíró: George Lucas és Jeff Nathanson                           |
| 2008 | Kísértetváros                                 | Ghost Town                                         | Igen       | Igen       | Nem        | társíró: John Kamps                                               |
| 2009 | Angyalok és démonok                           | Angels & Demons                                    | Nem        | Igen       | Nem        | társíró: Akiva Goldsman                                           |
| 2011 |                                               | The Little Engine That Could                       | Nem        | Igen       | Nem        | társíró: John Kamps, Cliff Ruby és Elana Lesser                   |
| 2012 | Fék nélkül                                    | Premium Rush                                       | Igen       | Igen       | Nem        | társíró: John Kamps                                               |
| 2014 | Jack Ryan: Árnyékügynök                       | Jack Ryan: Shadow Recruit                          | Nem        | Igen       | Nem        | társíró: Adam Cozad                                               |
| 2015 | Mortdecai                                     | Mortdecai                                          | Igen       | Nem        | Nem        |                                                                   |
| 2016 | Inferno                                       | Inferno                                            | Nem        | Igen       | Nem        |                                                                   |
| 2017 | A múmia                                       | The Mummy                                          | Nem        | Igen       | Nem        | társíró: Christopher McQuarrie és Dylan Kussman                   |
| 2020 |                                               | You Should Have Left                               | Igen       | Igen       | Nem        |                                                                   |
| 2022 |                                               | Kimi                                               | Nem        | Igen       | Igen       |                                                                   |
| 2023 | Indiana Jones és a sors tárcsája              | Indiana Jones and the Dial of Destiny              | Nem        | Igen       | Nem        | társíró: Jez Butterworth, John-Henry Butterworth és James Mangold |
| 2024 | Jelenlét                                      | Presence                                           | Nem        | Igen       | vezető     |                                                                   |
| 2025 | Fekete táska                                  | Black Bag                                          | Nem        | Igen       | Igen       |                                                                   |

### Televízió
| Év   | Magyar cím              | Eredeti cím | Feladatkör | Feladatkör | Feladatkör | Megjegyzések     |
| Év   | Magyar cím              | Eredeti cím | Rendező    | Író        | Producer   | Megjegyzések     |
| ---- | ----------------------- | ----------- | ---------- | ---------- | ---------- | ---------------- |
| 2002 | Hack – Mindörökké zsaru | Hack        | Nem        | Igen       | Vezető     | sorozat alkotója |
| 2003 |                         | Suspense    | Igen       | Nem        | Vezető     | tévéfilm         |